# 小菱叶蓝钟花
小菱叶蓝钟花（学名：Cyananthus microrhombeus）为桔梗科蓝钟花属的植物，是中国的特有植物。分布于中国大陆的云南等地，生长于海拔2,300米至3,500米的地区，目前尚未由人工引种栽培。

## 别名
猴子七

## 异名
- Cyananthus microrhombeus C. Y. Wu var. leiocalyx C. Y. Wu